# Miet Smet
Maria Bertha Petrus Smet, detta Miet (Sint-Niklaas, 5 aprile 1943 – Destelbergen, 19 dicembre 2024), è stata una politica belga, membro dei Cristiano-Democratici e Fiamminghi e figlia del senatore CVP Albert Smet. Raggiunse la notorietà particolarmente per la sua politica di parità tra donne e uomini.
Ministro federale dell'occupazione e del lavoro, responsabile delle pari opportunità nei governi Dehaene I e II; concentrò il suo lavoro sui temi della violenza contro le donne e i bambini, l'integrazione delle donne nel lavoro e la vita socio-economica e in tutti i livelli del processo decisionale. Nel 1994, fu promotrice della "Legge sulle quote" con il ministro Louis Tobback.

## Biografia
Miet Smet fu il fondatore nel 1973 e primo presidente fino al 1982 dell'organizzazione femminile politica, Vrouw en Maatschappij (Donna e Società) del Partito Sociale Cristiano.

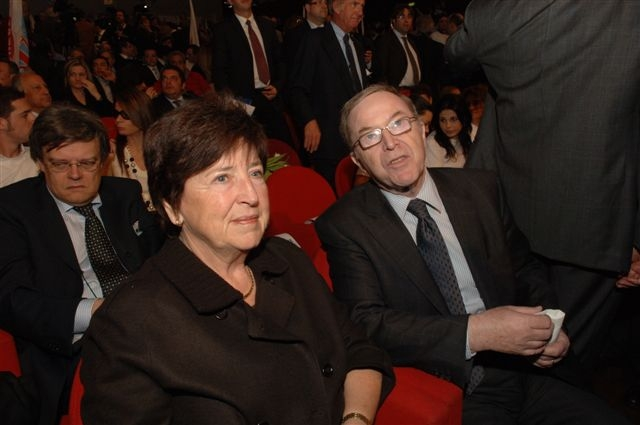
Miet Smet insieme al marito Wilfried Martens in Italia ad un Congresso dell'Unione di Centro, 3 aprile 2009.

Fu eletta alla Camera dei rappresentanti nel 1978. Nel 1988 divenne Segretario di Stato degli affari ambientali, e negoziò un portafoglio delle pari opportunità. Mentre le competenze di Smet coprivano tutti gli aspetti di emancipazione sociale, si concentrò sulla violenza contro le donne, la posizione economica delle donne e la loro partecipazione al processo decisionale. Quando Miet Smet divenne ministro del Lavoro e dell'Occupazione, nel 1991, mantenne il portafoglio delle pari opportunità.
Miet Smet fu membro del Parlamento europeo dal 1999 al 2004.
Divenne ministro di Stato nel 2002, e fu membro del Parlamento fiammingo dal 2004, e senatrice belga dal 2007.
Il 27 settembre 2008 si sposò con il collega politico della CD&V ed ex primo ministro belga Wilfried Martens. Il matrimonio fu confermato nella Chiesa cattolica il 27 aprile 2013.
Nel 2009, Smet fu eletta presidente dell'Associazione dei parlamentari europei con l'Africa (AWEPA), prendendo il posto dell'ex presidente Dr. Jan Nico Scholten.

## Onorificenze
- Ministro di Stato da Decreto Reale; 2002